# A. Harding Steerman
A. Harding Steerman foi um ator britânico da era do cinema mudo. Ele foi por vezes creditado como Harding Steerman.

## Filmografia selecionada
- Iron Justice (1916)
- A Bid for Fortune (1917)
- The Elusive Pimpernel (1919)
- The Manchester Man (1920)
- Mr. Gilfil's Love Story (1920)
- Bleak House (1920)
- Beyond the Dreams of Avarice (1920)
- Love at the Wheel (1921)
- The Old Curiosity Shop (1921)
- The Lilac Sunbonnet (1922)
- Diana of the Crossways (1922)
- A Romance of Old Baghdad (1922)
- The Three Students (1923)
- Love, Life and Laughter (1923)
- Lights of London (1923)
- Motherland (1927)
- Other People's Sins (1931)